# Anna-Katharina Gisbertz
Anna-Katharina Gisbertz (* 1973) ist eine deutsche Literatur- und Kulturwissenschaftlerin sowie Leiterin einer Bildungseinrichtung. 

## Leben
Anna-Katharina Gisbertz studierte von 1992 bis 1998 Neuere deutsche Literaturwissenschaft, Geschichte und Komparatistik an der Universität Mainz, der Universität Dijon und der Universität München sowie als Stipendiatin an der Washington University St. Louis, wo sie ihren Master of Arts erlangte. Es folgte ein Lektorat im Bereich Belletristik beim Verlag Kiepenheuer & Witsch in Köln. Anschließend promovierte sie von 2000 bis 2005 mit einem Stipendium an der University of Chicago, wo sie nach einer Lehrtätigkeit in Baden-Württemberg (2005–2007) im Jahr 2008 einen Ph.D. mit einer Arbeit über Stimmung in der Wiener Moderne bei David E. Wellbery erwarb. Es folgte eine Tätigkeit als Akademische Rätin auf Zeit bei Jochen Hörisch. Zudem übernahm sie DAAD-Gastdozenturen an der Universität Sarajevo und an der Universität Ljubljana.
2017 habilitierte sie sich an der Universität Mannheim zu Generationserzählungen in der Gegenwartsliteratur und erhielt 2018 die Venia Legendi für Neuere deutsche Literaturwissenschaft. Seitdem nahm sie Gastprofessuren an der Universität Wien und Vertretungsprofessuren an der Technischen Universität Dortmund wahr, hielt zahlreiche Vorträge und nahm an wissenschaftlichen Diskussionen teil. 2021 wurde sie zur außerplanmäßigen Professorin für Neuere deutsche Literaturwissenschaft an der Universität Mannheim ernannt.
Von 2011-2024 gehörte Gisbertz dem Vorstand der Hugo von Hofmannsthal-Gesellschaft an und koorganisierte u.a. in dieser Funktion Auseinandersetzungen mit der Literatur der Wiener Moderne in Form von Tagungen und Buchbeiträgen.  2022 initiierte sie die wissenschaftliche Buchreihe  „Transgressionen. Literatur, Musik und Künste um 1900“ im Rombach Verlag, die sich interdisziplinären Fragen stellt. Von 2020-2024 setzte sie sich als Mitglied am Institut für Diversitätsstudien der Technischen Universität Dortmund durch Vorlesungen und Publikationen für die stärkere Sichtbarkeit von Autorinnen ein.  
Gisbertz ist verheiratet und hat drei Kinder. 2024 wechselte sie in die Erwachsenenbildung und leitet die vhs Südliche Bergstraße e. V.  

## Veröffentlichungen (Auswahl)

### Als Autorin
- Stimmung – Leib – Sprache. Eine Konfiguration in der Wiener Moderne. Fink Verlag, München 2009, ISBN 978-3-7705-4855-2 (Dissertation).
- Die andere Gegenwart. Zeitliche Interventionen in neueren Generationserzählungen. Winter Verlag, Heidelberg 2018, ISBN 382536979X (Habilitationsschrift).

### Als Herausgeberin
- Stimmung. Zur Wiederkehr einer ästhetischen Kategorie. Fink Verlag, München 2011, ISBN 978-3770551767.
- mit Michael Ostheimer: Geschichte – Latenz – Zukunft. Zur narrativen Modellierung von Zeit in der Gegenwartsliteratur. Wehrhahn Verlag, Hannover 2017, ISBN 978-3865255976.
- mit Hannah Dingeldein, Sebastian Zilles, Justus Fetscher: Schwellenprosa. (Re-)Lektüren zu Goethes Wahlverwandtschaften. Für Jochen Hörisch zum 65. Geburtstag. Fink Verlag, München 2018, ISBN 978-3-8467-6237-0.
- mit Eva-Tabea Meineke u.a. (Hg.): Non-binäre Identitäten und Konzepte in Literatur, Musik und Kunst um 1900. Freiburg, Rombach Verlag 2025, ISBN 978-3-96821-920-2. (Transgressionen. Literatur, Musik und Kunst um 1900, Bd. 3).